# Бульбинский, Борис Иванович
Борис Иванович Бульбинский (укр. Борис Іванович Бульбинський; 6 августа 1933, с. Вилия — 4 ноября 2019) — украинский диссидент, коммунист-ленинец, узник советских лагерей.

## Жизнеописание
Родился в селе Вилия, расположенном у тогдашней польско-советской границы со стороны Польши. Отец — Иван Тимофеевич Бульбинский (1895—1954), учитель математики, в 1919 году был старшиной, а затем командиром сотни 1-го Галицкого полка Действующей Армии УНР; мать — Анна Бульбинская, дочь дьякона Всеволода Трофимовича. Мать умерла от тифа в ноябре 1943 года, после чего отец с сыном в июле 1944 года перебрались в Острог.
С 15 лет начал изучать труды Ленина, под влиянием которых решил, что сталинская КПСС — антипод большевистской партии, больше не являющаяся коммунистической. В 1949 году, в девятом классе, отказался поступать в комсомол, хотя был лучшим учеником в школе. За это его отца-учителя уволили с работы, а его самого комсомольское собрание потребовало исключить из школы. В 1950 году окончил школу и блестяще сдал вступительные экзамены в Ровенский учительский институт, но из-за неблагонадёжности его не приняли. В течение года работал репетитором, зарабатывал копанием огородов и рубкой дров. В 1951 году поступил в Кременецкий педагогический институт на филологический факультет, а в следующем году поступил в комсомол, его отца восстановили на работе. В 1953 году исключён из института за отказ сотрудничать с МГБ. В следующем году смог восстановиться и в 1956 году окончил институт. Работал учителем в полесских сёлах нынешнего Заречненского района.
С 1956 года начал печатать и распространять листовки против тогдашнего режима. В следующем году был арестован и обвинен в проведении антисоветской агитации и пропаганды. Приговорён к 10 годам лишения свободы с поражением в правах и последующим высланием из УССР, но по кассационной жалобе высылку сняли. Отправленный этапом в Дубравлаг, сидел в лагерях в Мордовии. В 1960 году благодаря «хрущёвской оттепели» его срок сократили до пяти лет. Тем не менее, Бульбинский считал, что Хрущев продолжает курс Сталина: рабочий класс живёт впроголодь, а репрессии против инакомыслящих продолжаются, хотя и в меньших масштабах, поэтому обсуждал перспективу создания подпольной организации под названием «Всесоюзный демократический фронт. Революционная социал-демократическая партия».
Вышел на свободу в марте 1963 года, поселился в Здолбунове. В сентябре того же года вновь арестован за распространение листовок, обвинён в проведении антисоветской агитации и пропаганды и создании антисоветской организации. Несколько недель находился на психиатрической экспертизе, признавшей его здоровым и вменяемым. Приговорён к десяти годам заключения в исправительно-трудовой колонии строгого режима. После освобождения в 1973 году вернулся в Острог. Не смог устроиться на работу учителем, поэтому работал кочегаром.
В 1987 году участвовал в работе Клуба исторической книги, в 1989—1990 и 1997—1998 годах — в научном обществе «Спадщина». С 1989 года до выхода на пенсию в 1993 году работал в местном музее. В 1992 году, уже после распада Советского Союза, реабилитирован.
С диссидентских времен считал, что в результате сталинского контрреволюционного переворота в СССР утвердился государственный капитализм, и вернуться на социалистический путь можно только через антибюрократическую революцию. После распада Советского Союза остался на революционных марксистско-ленинских позициях. В 1997 году написал автобиографическую книгу «Пролетарское дело», издать которую удалось только через десять лет тиражом 50 экземпляров.
Об общении с ним в советских концлагерях упоминал в своих воспоминаниях Яков Сусленский.